# Chilobrachys dominus
Chilobrachys dominus es una especie de tarántula del género Chilobrachys, de la familia Theraphosidae, orden Araneae. Fue descrita por Lin & Li en 2022.
Se distribuye por Asia: China. Fue publicada en Two new species of the genus Chilobrachys (Araneae, Theraphosidae) from China. ZooKeys 1081: 99-, 109.